# Klimentov
Klimentov (německy Klemensdorf) je vesnice, část obce Velká Hleďsebe v okrese Cheb v Karlovarském kraji. Nachází se asi jeden kilometr severozápadně od Velké Hleďsebe. Je zde evidováno 143 adres. V roce 2011 zde trvale žilo 599 obyvatel.
Klimentov je také název katastrálního území o rozloze 1,06 km².

## Historie
První písemná zmínka o vesnici pochází z roku 1788.

## Kasárna
Součástí obce je rozsáhlý areál bývalých kasáren Klimentov, vybudovaný v padesátých letech a vojáky opuštěný v roce 2004. Jeho kapacita byla 2500 vojáků,zařazených do pěších, tankových, raketových uskupení. Součástí byly i jednotky PtP a vně kasáren řada obytných domů pro vojáky z povolání. Ministerstvo obrany areál předalo obci.

## Obyvatelstvo
Při sčítání lidu v roce 1921 zde žilo 711 obyvatel, z nichž bylo 12 Čechoslováků, 678 obyvatel německé národnosti a 21 cizozemců. Kromě tří evangelíků se obyvatelé hlásili k římskokatolické církvi.
| Rok            | 1869 | 1880 | 1890 | 1900 | 1910 | 1921 | 1930 | 1950 | 1961 | 1970 | 1980 | 1991 | 2001 | 2011 | 2021 |
| -------------- | ---- | ---- | ---- | ---- | ---- | ---- | ---- | ---- | ---- | ---- | ---- | ---- | ---- | ---- | ---- |
| Počet obyvatel | 388  | 526  | 635  | 699  | 788  | 711  | 705  | 228  | 681  | 613  | 612  | 591  | 590  | 599  | 601  |
| Počet domů     | 44   | 64   | 68   | 71   | 83   | 85   | 89   | 61   | -    | 88   | 101  | 112  | 118  | 136  | 150  |

## Obecní správa
Při sčítání lidu v letech 1850–1879 Klimentov byl osadou obce Velká Hleďsebe v okrese Planá. V letech 1890–1959 byl samostatnou obcí, se kterým patřil nejprve do okresu Planá, ale v letech 1900–1950 v okrese Mariánské Lázně. V letech 1960–1976 byl znovu částí obce Velká Hleďsebe v okrese Cheb. Od 1. dubna 1976 do 23. listopadu 1990 byl částí obce Mariánské Lázně v okrese Cheb. Od 24. listopadu 1990 je opět částí obce Velká Hleďsebe v okrese Cheb.

## Doprava
Obec je napojena na mariánskolázeňskou MHD trolejbusovou linkou č. 6 a (14), a autobusovou č. 16. Také zde jezdí spoje meziměstských autobusů.

## Pamětihodnosti
- Venkovský dům čp. 18